# Arquivo da Arquidiocese de São Paulo
O Arquivo Metropolitano Dom Duarte Leopoldo e Silva, também conhecido como Arquivo da Cúria Metropolitana de São Paulo (ACMSP), é o arquivo que custodia boa parte da massa documental produzida pela Arquidiocese de São Paulo ao longo de sua história. Está localizado no bairro do Ipiranga na capital paulista.

## História
A produção documental da Igreja Católica em São Paulo é muito anterior à criação da diocese de São Paulo. Desde a primeira paróquia – São Paulo do Campo – que foi erigida em 1591, livros de assentamento de batismos, casamentos e óbitos começaram a dar forma ao primeiro arquivo eclesiástico de São Paulo.
Quase cinqüenta anos mais tarde, com a criação da comarca eclesiástica de São Paulo, aos livros de assentamento somaram-se os processos de habilitação para o sacerdócio, os processos De genere et moribus. Naturalmente, a Igreja produzia outros documentos além dos já citados, todavia, consideradas as características do regime de padroado, que tornavam as fronteiras entre funções do Estado e da Igreja extremamente permeáveis, muitos documentos produzidos pela Igreja estão hoje sob custódia de arquivos municipais e também do Arquivo do Estado de São Paulo. Um exemplo desta permeabilidade de competências são os registros de terra, produzidos pela Igreja, mas arquivados pelo Estado pela função probatória que desempenham.

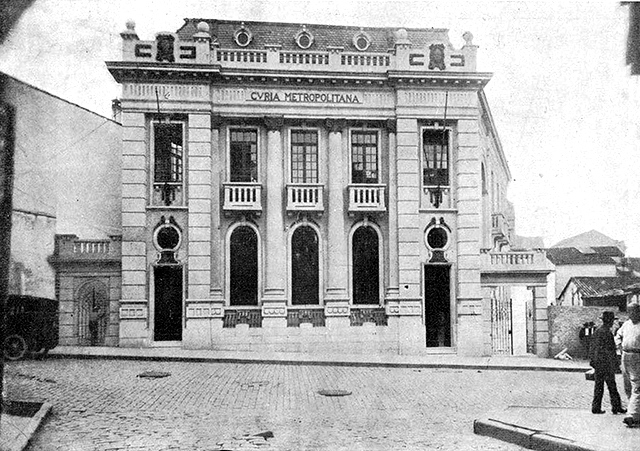
Primeiro edifício da Cúria Metropolitana de São Paulo, inaugurado em 22 de abril de 1920 na Praça Clóvis Bevilacqua.

Até o século XX, a Igreja foi acumulando em suas diversas paróquias um acervo considerável, mas foi a partir do século XX – com a explosão populacional da cidade de São Paulo – que a Igreja paulista deparou-se com um imenso patrimônio documental que deveria ser preservado.
Preocupado com as novas determinações do Código de Direito Canônico de 1917 e, com base na experiência adquirida nas visitas pastorais às diversas paróquias da arquidiocese, Dom Duarte Leopoldo e Silva funda em 1 de abril de 1918 o "Arquivo Geral da Cúria".
Com a criação de um arquivo geral, Dom Duarte esperava concentrar num único local a documentação das paróquias e da própria arquidiocese. O primeiro arquivista da Cúria foi Francisco de Sales Collet e Silva e, já em 1920, o arquivo já apresentava uma primeira série documental restaurada, encadernada e classificada; eram cerca de 1600 processos de genere et moribus.

## Características do acervo
A maior parte da massa documental do arquivo arquidiocesano tem sua origem nas paróquias. Uma outra parte importante são os documentos produzidos diretamente pela Cúria e os processos que tramitem nas diversas esferas canônicas e administrativas da Igreja. Alguns fundos e coleções, descritos com mais detalhe no próximo item deste guia, são originários de doações de entes privados, sejam órgãos ligados à Igreja ou de particulares. Outros grupos importantes de documentos são formados por documentação provinda de associações religiosas e dos seminários.
O acervo também inclui o antigo arquivo musical da catedral de São Paulo, cuja organização começou a ser feita pelo primeiro diretor, Francisco de Sales Collet e Silva, e foi concluída em 1999 por uma equipe do Instituto de Artes da UNESP, sob a coordenação de Paulo Castagna, que disponibilizou o inventário desse fundo.
Como já abordado, a intenção que norteou Dom Duarte na fundação do Arquivo Geral da Cúria foi o desejo de unir fisicamente o acervo documental num só lugar, facilitando o acesso e a pesquisa. Para tanto, o Arcebispo emite uma circular na qual solicita a todos os párocos que enviassem ao recém criado arquivo os documentos importantes que estivessem mau estado de conservação.
Até os dias de hoje, o Arquivo Metropolitano Dom Duarte Leopoldo e Silva é o destino da documentação paroquial e curial de toda a Arquidiocese de São Paulo.

## Números do acervo
livros manuscritos
- Livros de batismo: dez milhões de registros (1640 a 2004)
- Livros de casamento: cinco milhões de registros (1632 a 2004)
- Livros de óbito: trezentos mil registros (1686 a 2004)

processos manuscritos
- Casamentos e dispensas matrimoniais: 300 mil processos (1640 a 1939)
- Processos diversos (1670 a 1936)

Iconografia
- Fotografia: 30 mil fotografias e negativos (desde 1871)

Mapoteca
- Planos e projetos arquitetônicos: 3500 (desde 1893)

Correspondência de bispos e arcebispos
- Cartas: 1 200 folhas (de 1864 a 1964)

Música
- Fontes musicais manuscritas (partes e partituras): (séculos XVIII e XIX)

Hemeroteca e biblioteca
- Periódicos, diários e boletins: milhares de exemplares (desde 1899)
- Livros: cinco mil exemplares